# Namus
Namus è un film del 1925, diretto da Hamo Beknazarian, basato sull'opera teatrale omonima di Alexander Shirvanzade, del 1911.

## Trama
Il terremoto del 1895 nel Caucaso colpisce la città di Shamakhi: fra i ricordi di Seyran, allora bambino, sono la vista della sua vicina di casa, Susan, svenuta sotto le macerie, sul cui seno immaturo spiccava un neo. Il muro che divideva le case del sarto Barkhudar, padre di Susan e del vasaio Hayrapet, padre di Seyran, crolla, ma le loro famiglie rimangono illese, per cui i due, facendo un voto sulla Bibbia, combinano un matrimonio fra i rispettivi figli quando avranno l'età adeguata.
Passano gli anni, Susan e Seyran sono giovani adulti, e non c'è bisogno di ricorrere al voto dei padri, perché fra i due nasce spontaneamente l'amore. Tuttavia secondo la mentalità dei tempi e del luogo ciò non era sufficiente a far sì che i due giovani potessero liberamente darsi dei convegni amorosi, per quanto innocenti, di propria iniziativa, come invece solevano fare; anzi, la cosa era vista, specie da Barkhudar, ligio alle tradizioni, come un disonore per la figlia e per tutta la famiglia. Quando poi il suo linguacciuto apprendista Badal sparge il pettegolezzo per il vicinato, e Barkhudar si vede additato e preso a ludibrio per la strada, il sarto decidere di rompere il voto e di disdire la promessa di matrimonio del figlio.
Tempo dopo Susan, desiderosa di emanciparsi, ma avventatamente, chiede alla madre, secondo l'usanza, di trovarle uno sposo adatto. La scelta dei genitori cade sul facoltoso commerciante Rustam, che vede per la prima volta la sposa (velata) in chiesa, quando le nozze vengono celebrate. Seyran, dal canto suo, l'ha presa molto a male, e si rinchiude nel tormento e nell'infelicità, finché, al limite dell'insanità, e desideroso di vendetta verso Susan che lo ha abbandonato per il ricco Rustam, decide di affrontarlo. Gli si presenta e gli dice, sarcasticamente, di augurarsi che abbia un figlio in buona salute, ma si dice nel contempo certo che il figlio assomiglierà a lui, a Seyran. E cita il neo sul seno di Susan.
Rustam, in preda alla gelosia, abbandona i propri affari e si reca a casa, da Susan, e l'accusa di tradimento. Susan confessa di amare ancora Seyran, ma si professa innocente. Intanto Seyran si è reso conto del pericolo in cui ha messo Susan con il proprio discorso a Rustam, e si precipita a casa loro, pronto a ritrarre le insinuazioni e a dire la verità. Troppo tardi: quando arriva Rustam ha già ucciso la moglie. Seyran appena vede la scena del delitto si spara un colpo e cade morto sul corpo dell'amata Susan.